# Pļaviņas vattenkraftverk
Pļaviņas vattenkraftverk (lettiska: Pļaviņu HES) är ett vattenkraftverk i Lettland i floden Daugava (Düna). Det togs i drift år 1965 och har den största installerade effekten i Baltikum och den näst största i Europeiska Unionen. Kraftverket omfattar tio aggregat med en totalt installerad effekt på 893,5 MW. Med en fallhöjd på ca 40 meter ger det en nominell utbyggnadsvattenföring på över 2 500 m³/s.